# Pietro II Dal Verme

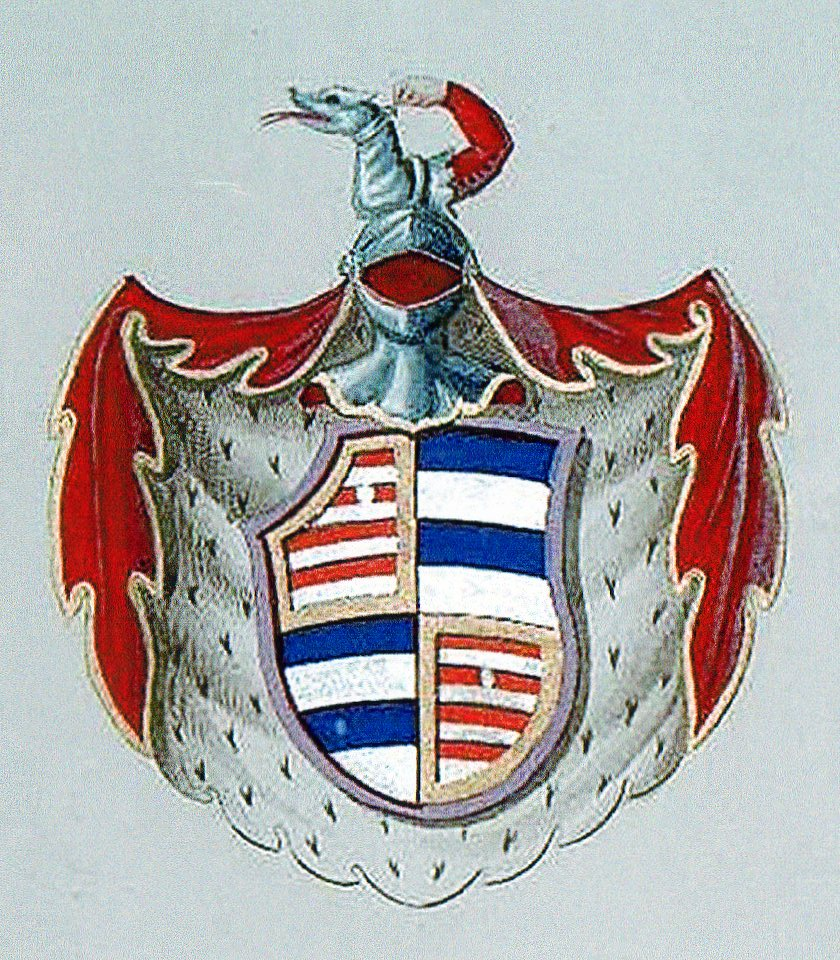
Stemma dei Dal Verme

Pietro II Dal Verme (1445? – Voghera, 17 ottobre 1485) è stato un condottiero italiano.

## Biografia
Pietro II Dal Verme 2º conte di Sanguinetto del S.R.I., marchese di Pietragavina, conte di Bobbio, Voghera, Castel San Giovanni ed altri feudi, e Pieve di Incino e Valsassina; figlio di Luigi e ultimo dei fratelli Taddeo, Giovanni e Giacomo. Non si conosce esattamente la data della sua nascita.

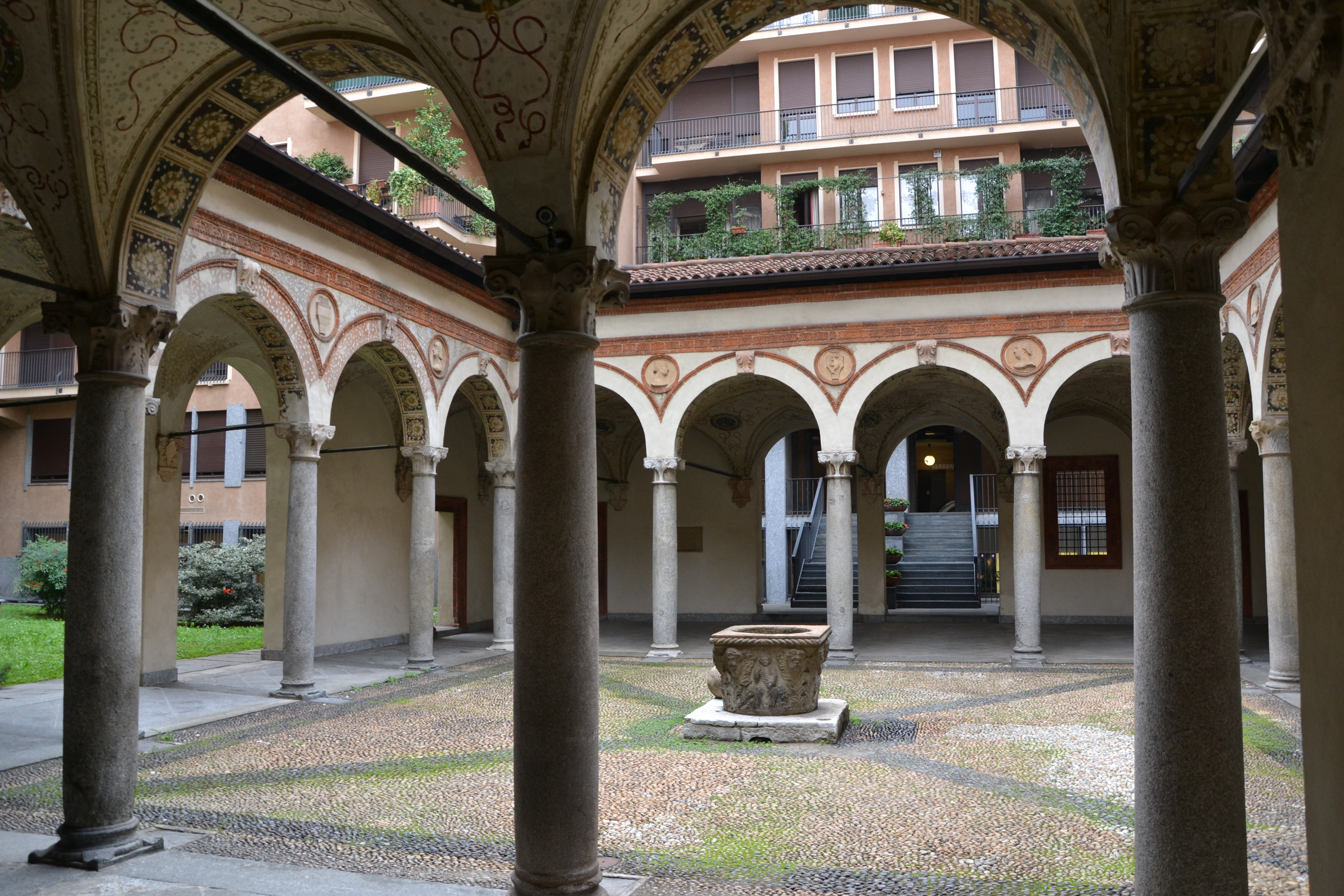
Milano, Palazzo Dal Verme

Francesco Sforza, per i meriti del padre lo insignì del Cintolo militare e lo reintegrò in tutti i privilegi concessi alla sua Casata. Dopo la morte del padre nel 1449, ereditò tutti feudi e titoli paterni. Dalla madre Luchina Bussone ereditò i possedimenti ed il titolo di Conte di Carmagnola. Nel 1458 ebbe in feudo Pizzo Corno (Ponte Nizza) e nel 1466 i feudi di Retorbido e Pancarana. Dall'anno 1467 la famiglia Dal Verme divenne una delle più cospicue e più doviziose d'Italia. Pietro fu mandato da Francesco Sforza contro Bartolomeo Colleoni che tentava di invadere la Toscana e prese parte allo scontro di Molinella. Il duca voleva dargli in sposa la propria figlia naturale Chiara, ma egli prese in moglie Camilla del Maino e questo matrimonio fu causa di dissidio tra lui e il duca. Dissidio che fu rimarginato dopo poco tempo: tanto che per conto dei milanesi Pietro seguì il duca in Piemonte nella guerra tra Filiberto di Savoia e Carlo I di Borgogna.
Prese parte anche alla guerra contro i veneziani in aiuto del duca di Ferrara. Era suo destino, che rimasto vedovo, dovesse acconsentire alle nozze con Chiara Sforza, ebbe in dote i feudi di Mandello del Lario, Varenna e Bellano, ma le nozze ebbero esito tragico, egli morì di veleno propinatogli dalla moglie, il 17 ottobre 1485. I beni di Pietro, nonostante le proteste dei fratelli Taddeo e Giovanni, furono confiscati da Ludovico il Moro, compreso il palazzo di Broletto, donato da costui all'amante Cecilia Gallerani, moglie di Leopoldo Bergamini. Chiara Sforza ebbe i feudi di Mandello del Lario, Varenna e Bellano in appannaggio fino al 1494 e definitivi dal 1513, ed inoltre la meta assieme ai Dal Verme dei feudi di Pieve di Incino e della Valsassina. Le contee di Bobbio, Voghera, la signoria di Castel San Giovanni e tutti feudi vermeschi sono assegnati al conte Galeazzo Sanseverino, che nel 1516 diverrà marchese di Bobbio, il cui feudo ingloberà tutti i feudi dei Dal Verme, con quelli malaspiniani del territorio bobbiese, vogherese e dell'Oltrepò.

Morì nel 1485 a Voghera, avvelenato (secondo l'opinione dei contemporanei) dalla seconda moglie Chiara su commissione di Ludovico il Moro. Pietro sarebbe stato poi vendicato dalla figlia illegittima Francesca che, come vuole un'altra voce dell'epoca, avrebbe provocato la morte tramite avvelenamento della duchessa Beatrice d'Este, amatissima moglie di Ludovico il Moro, e del figlio che portava in grembo. La vicenda fu inoltre ricollegata dallo storico Ludovico Antonio Muratori anche alla pressoché contemporanea e misteriosa morte della quattordicenne Bianca Giovanna Sforza, carissima figlia del Moro, che secondo l'opinione di alcuni storici, sarebbe stata altrettanto avvelenata da Francesca Dal Verme:
(Ludovico Muratori, Antichità Estensi)

## Discendenza
Pietro sposò in prime nozze nel 1473 Camilla del Maino e in seconde nozze nel 1480 Chiara Sforza (1467-1531), figlia naturale di Galeazzo Maria, duca di Milano. Non ebbero figli.
Pietro ebbe un figlio naturale, Francesco e - in base alle ricerche d‘archivio effettuate dallo storico vogherese Fabrizio Bernini - anche una figlia di nome Francesca.